# (5090) Wyeth
(5090) Wyeth – planetoida z grupy pasa głównego asteroid okrążająca Słońce w ciągu 4 lat i 10 dni w średniej odległości 2,53 j.a. Została odkryta 9 lutego 1980 roku w Harvard College Observatory. Przed nadaniem nazwy planetoida nosiła oznaczenie tymczasowe (5090) 1980 CG.